# Namna Kalan
Namna Kalan é uma cidade e uma nagar panchayat no distrito de Surguja, no estado indiano de Chhattisgarh.

## Demografia
Segundo o censo de 2001, Namna Kalan tinha uma população de 8914 habitantes. Os indivíduos do sexo masculino constituem 52% da população e os do sexo feminino 48%. Namna Kalan tem uma taxa de literacia de 73%, superior à média nacional de 59,5%: a literacia no sexo masculino é de 79% e no sexo feminino é de 67%. Em Namna Kalan, 14% da população está abaixo dos 6 anos de idade.